# Mixer (application)
Mixer est un réseau social pour les artistes, les professionnels de la mode, du cinéma, et de la musique. Elle permet de collaborer sur des projets et de consulter des offres d'emploi,.

## Historique
Mixer a été fondé en tant qu’alternative aux portfolios pour pouvoir trouver des projets et des collaborateurs avec lesquels travailler,,. La plateforme a été lancée en juin 2015. En novembre 2017, Nylon Magazine a défini Mixer comme un « réseau sécurisé pour créatrices »,
Les utilisateurs peuvent rejoindre la plateforme par parrainage ou en recherchant l’application dans l’AppStore. L'inscription des nouveaux membres est validée par les modérateurs, dans l'objectif d'assurer la sécurité, qualité, et fiabilité du réseau,.